# MTV Europe Music Award pro nejlepší belgický počin
Seznam výherců a nominovaných MTV Europe Music Awards v kategorii Nejlepší belgický umělec.

## 2010 - 2019
| Rok  | Vítěz | Nominovaní                                   |
| ---- | ----- | -------------------------------------------- |
| 2011 | Deus  | - Goose - Stromae - The Subs - Triggerfinger |
| 2012 | Milow | - Deus - Netsky - Selah Sue - Triggerfinger  |